# Федоровізна
Федоровізна (пол. Fiedorowizna) — село в Польщі, у гміні Штабін Августівського повіту Підляського воєводства.
Населення — 64 особи (2011).
У 1975-1998 роках село належало до Сувальського воєводства.

## Демографія
Демографічна структура станом на 31 березня 2011 року:
|          | Загалом | Допрацездатний вік | Працездатний вік | Постпрацездатний вік |
| -------- | ------- | ------------------ | ---------------- | -------------------- |
| Чоловіки | 33      | 3                  | 20               | 10                   |
| Жінки    | 31      | 3                  | 14               | 14                   |
| Разом    | 64      | 6                  | 34               | 24                   |